# Городокское
Городокское (укр. Городоцьке) — посёлок, входит в Ружинский район Житомирской области Украины.
Население по переписи 2001 года составляло 17 человек. Почтовый индекс — 13648. Телефонный код — 4138. Занимает площадь 0,151 км². Код КОАТУУ — 1825283502.

## Местный совет
13646, Житомирская обл., Ружинский р-н, с. Зарудинцы, ул. Кооперативная, 50; тел. 9-30-30.